# Lazare et Cécile
Pistes de Lazare et Cécile
Le jour où ça craquera
Lazare et Cécile est une chanson d'Anne Sylvestre parue en 1965 dans l'album Lazare et Cécile.

## Historique
Elle sort dans son cinquième album, à qui elle donne son nom. Elle ressort la même année dans un EP.

## Thématique
Cette chanson raconte l'histoire d'amour de deux jeunes gens, un amour vu d'un mauvais œil par les habitants de leur village. Les deux personnages portent des noms de saints, celui de Lazare de Béthanie et celui de Cécile de Rome, mais ils vivent leur amour hors mariage. Pour Anne Sylvestre, Lazare et Cécile dénonce « le conformisme et l’intolérance ».
« Les amants contrariés, lorsque Cécile attend un enfant, s'enfuient car ils ont vocation au bonheur. Ils se marient, seront heureux et « que jamais on ne sépare ceux qui s'aiment simplement ». »

## Réception et postérité
Cette chanson « constitue l'une des références majeures d'Anne Sylvestre ». Elle est souvent réclamée en concert tout au long de sa carrière. L'écrivain Philippe Delerm l'évoque dans son livre Écrire est une enfance (Albin Michel, 2011).

« Cette chanson, c’est celle qui amène très souvent les adolescents à mes chansons adultes. Ils m’ont connue avec Les Fabulettes, et puis rencontrent Lazare et Cécile. Ce qui séduit d’abord, je crois, c’est l’imagerie de légende, tissée au petit point, une certaine magie […]. »

Plusieurs artistes reprennent ou adaptent la chanson, en disque ou en concert : Martine Bijl (version néerlandaise, 1969), Marén Berg (version allemande, 1978), Mannick (album Autrement, 2010), Michèle Bernard (L'Intégrale, CD n°8, 2020), Nicolas Duclos (spectacle Anne, tu es là, 2023), ...